# Bangana decora
Bangana decora är en fiskart som först beskrevs av Peters, 1881.  Bangana decora ingår i släktet Bangana och familjen karpfiskar. IUCN kategoriserar arten globalt som akut hotad. Inga underarter finns listade.